# Simón Arriaga
Simón Arriaga (... – Madrid, maggio 1976) è stato un attore spagnolo.
Arriaga ha interpretato ruoli secondari in quasi 50 film tra il 1962 e il 1977, inclusi oltre 25 western italiani, divenendo un noto caratterista nel genere.

## Filmografia

### Cinema
- Città di Torrejón, regia di León Klimovsky (1962)
- L'ombra di Zorro, regia di Joaquín Luis Romero Marchent (1962)
- Il segno del Coyote, regia di Mario Caiano (1963) - non accreditato
- I tre implacabili, regia di Joaquín Luis Romero Marchent (1963)
- I pistoleros di Casa Grande, regia di Roy Rowland (1964)
- Alle frontiere del Texas, regia di León Klimovsky (1964)
- Le pistole non discutono, regia di Mario Caiano (1964) - non accreditato
- Minnesota Clay, regia di Sergio Corbucci (1964) - non accreditato
- Per un pugno nell'occhio, regia di Michele Lupo (1965)
- I tre del Colorado, regia di Amando de Ossorio (1965)
- Il grande colpo dei 7 uomini d'oro, regia di Marco Vicario (1966)
- Ringo del Nebraska, regia di Antonio Román (1966) - non accreditato
- Django, regia di Sergio Corbucci (1966)
- La vergine di Samoa, regia di Javier Setó (1966) - non accreditato
- Navajo Joe, regia di Sergio Corbucci (1966)
- I crudeli, regia di Sergio Corbucci (1967)
- ...E divenne il più spietato bandito del sud, regia di Julio Buchs (1967) - non accreditato
- Wanted, regia di Giorgio Ferroni (1967) - non accreditato
- Un uomo e una colt, regia di Tulio Demicheli (1967)
- L'uomo venuto per uccidere, regia di León Klimovsky (1967)
- Un treno per Durango, regia di Mario Caiano (1968) - non accreditato
- Vivo per la tua morte, regia di Camillo Bazzoni (1968) - non accreditato
- ...e venne l'ora della vendetta, regia di José Briz Méndez (1968) - non accreditato
- Il mercenario, regia di Sergio Corbucci (1968) - non accreditato
- Cimitero senza croci, regia di Robert Hossein (1969) - non accreditato
- Vivi o preferibilmente morti, regia di Duccio Tessari (1969) - non accreditato
- El Condor, regia di John Guillermin (1970) - non accreditato
- Arriva Sabata!, regia di Tulio Demicheli (1970)
- Vamos a matar compañeros, regia di Sergio Corbucci (1970) - non accreditato
- Su le mani, cadavere! Sei in arresto, regia di León Klimovsky (1971)
- Le tombe dei resuscitati ciechi, regia di Amando de Ossorio (1972)
- La casa de las Chivas, regia di León Klimovsky (1972)
- Condenados a vivir, regia di Joaquín Luis Romero Marchent (1972)
- La banda J. & S. - Cronaca criminale del Far West, regia di Sergio Corbucci (1972) - non accreditato
- Che c'entriamo noi con la rivoluzione?, regia di Sergio Corbucci (1972)
- La curiosa, regia di Vicente Escrivá (1973)
- La guerrilla, regia di Rafael Gil (1973)
- Lo verde empieza en los Pirineos, regia di Vicente Escrivá (1973)
- Santo contra el doctor Muerte, regia di Rafael Romero Marchent (1973)
- Polvo eres..., regia di Vicente Escrivá (1974)
- El mariscal del infierno, regia di León Klimovsky (1974)
- Cuando el cuerno suena, regia di Luis María Delgado (1975)
- Una abuelita de antes de la guerra, regia di Vicente Escrivá (1975)
- Furtivos, regia di José Luis Borau (1975)
- La Carmen, regia di Julio Diamante (1976)
- A la legión le gustan las mujeres... y a las mujeres, les gusta la legión, regia di Rafael Gil (1976)
- El señor está servido, regia di Sinesio Isla (1976)
- La espada negra, regia di Francisco Rovira Beleta (1976)

### Televisione
- Tele-Club - programma televisivo, episodio 1x6 (1970)
- Palabra de Rey - cortometraggio (1970)
- Socrate - miniserie TV (1971) - non accreditato
- Los paladines - serie TV, episodi 1x12 e 1x13 (1973)
- Les aventures du capitaine Luckner - serie TV, episodio 3x8 (1973)
- Crónicas de un pueblo - serie TV (1971-1974)
- Los libros - serie TV, episodio 1x2 (1974)
- Cuentos y leyendas - serie TV (1974)
- El pícaro - serie TV, episodio 1x11 (1975)
- Kara Ben Nemsi Effendi - serie TV, episodio 2x7 e 2x8 (1975)
- Novela - serie TV (1971-1975)
- Este señor de negro - serie TV, episodio 1x7 (1975)
- Curro Jiménez - serie TV, episodio 1x3 (1977)

## Doppiatori italiani
- Ferruccio Amendola in Django, Navajo Joe, Che c'entriamo noi con la rivoluzione?
- Sandro Iovino in Le tombe dei resuscitati ciechi